# Kaga Create
Kaga Create Co.,Ltd. était une division de développement et d'édition de jeux vidéo japonaise de Kaga Electronics, dissoute le 31 Décembre 2015.
La société a initialement lancé des jeux pour les PC-Engine. Il a par la suite publié des titres pour un large éventail de systèmes de jeux, dont Nintendo Entertainment System, Game Boy, Super NES, Dreamcast, 3DO, PlayStation, Sega Saturn et PC-FX. Les sorties de l'entreprise se sont arrêtés vers 2005, leurs derniers jeux étant principalement des redistributions de titres de PC Engine sur Wii Virtual Console.

## Historique
La division de jeux vidéo de Kaga a été fondée en 22 juin 1988 sous le nom Naxat. La société est nommée en inversant le nom Taxan, qui est une marque appartenant à sa société mère.